# Vardø kommun
Vardø kommun (norska: Vardø kommune, nordsamiska: Várggát gielda, kvänska: Vuorean komuuni) är en kommun i Finnmark fylke i norra Norge. Kommunen gränsar till Vadsø kommun i väster, och Båtsfjords kommun i nordväst. Centralort och enda tätort är staden Vardø på den 3,7 km² stora Vardøya. Den tidigare tätorten Kiberg ligger på fastlandet och har omkring 200 invånare. Strax nordost om Vardøya ligger ön Hornøya, Norges östligaste plats.

## Administrativ historik
Vardø kommun bildades på 1830-talet, samtidigt med flertalet andra norska kommuner. 1839 delades kommunen och Båtsfjords kommun bildades, då under namnet Vardø landssogn. 1874 överfördes ett område med 48 invånare från Båtsfjords kommun och 1964 överfördes ett område med 621 invånare återigen från Båtsfjords kommun.

## Natur och klimat
Med sina dryga 10ºC dygnsmedeltemperatur i juli, och -5ºC i januari, har staden Vardø ett kustinfluerat subarktiskt klimat, som gränsar till ett arktiskt klimat. Staden har de kallaste sommarmedeltemperaturerna i hela Skandinavien.

## Kommunikationer
Staden Vardø är slutpunkt för Europaväg 75, och har förbindelse med fastlandet genom en 2 892 meter lång vägtunnel under Bussesundet. Denna tunneln var Norges första i sitt slag och började användas i december 1983 och invigdes högtidligen av kung Olav den 16 augusti 1984. Tunneln ersatte en färja. Stadens läge på en ö kommer från en tid innan då fartyg var enda färdmedel.
Hurtigruten trafikerar staden Vardø. Vardø flygplats ligger vid Svartnes på fastlandet och har cirka 23 000 passagerare årligen med förbindelser till bland andra Kirkenes och Tromsø.

## Tätorter
I Vardø kommun finns en tätort:
- Vardø (centralort)

### Vardø
I tätorten Vardø, som är den östligast belägna staden i Norge och i Norden, bor ca 1800 personer. Tillsammans med Hammerfest är Vardø äldsta stad i norra Norge, med stadsrättigheter 1789.
Fiske och fiskeförädling är huvudnäringar i staden, som[källa behövs] haft en negativ befolkningsutveckling.

## Socknar
Inom Norska kyrkan motsvaras Vardø kommun av Vardø socken i Varangers prosteri i Nord-Hålogalands stift.

## Sevärdheter
- Vardøhus fästning, en försvarsanläggning, som ursprungligen uppfördes under Håkon Magnusson omkring år 1300 för att försvara Norges östgräns mot Ryssland. Den åttakantiga stjärnformade fästningen med tio kanoner är byggd 1734-37. Vardøhus museum har utställningar om områdets natur, kultur och militärhistoria.
- Vardø museum
- Steilneset minnested invigdes i juni 2011
- Vardø kyrka från 1958

## Bilder

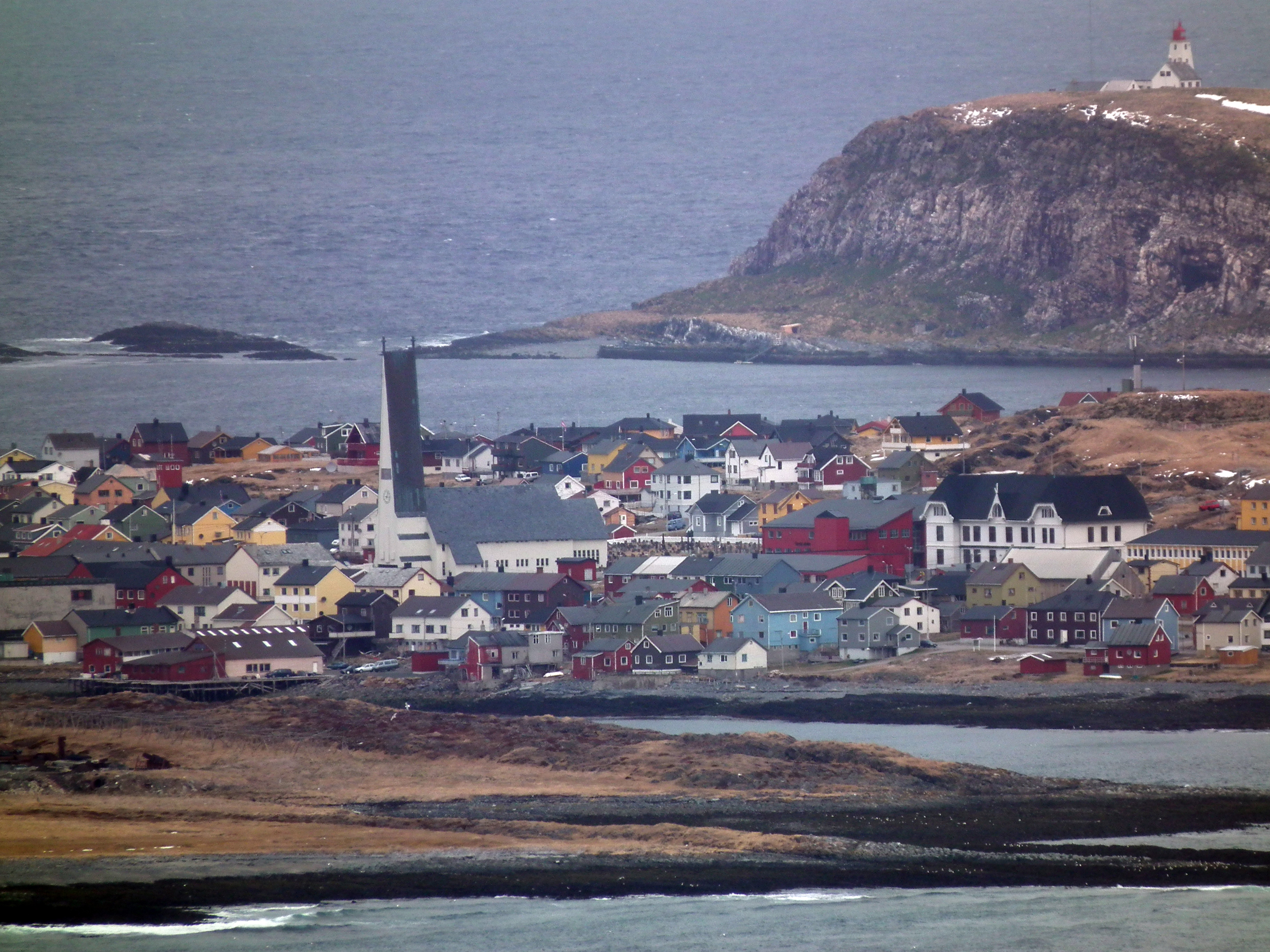
Staden Vardø, med kyrkan i mitten.
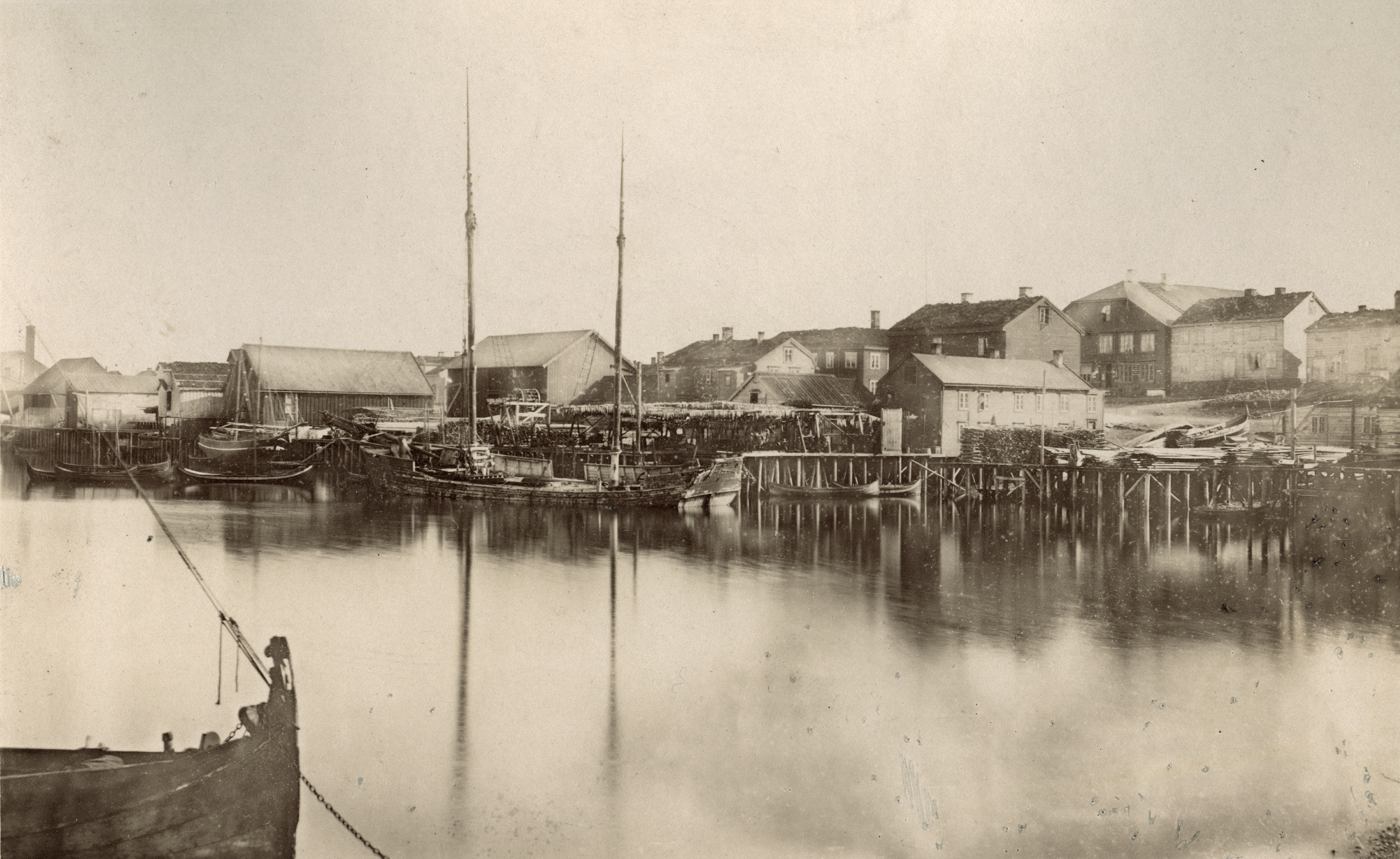
Äldre bild av Vardø hamn, okänt år.
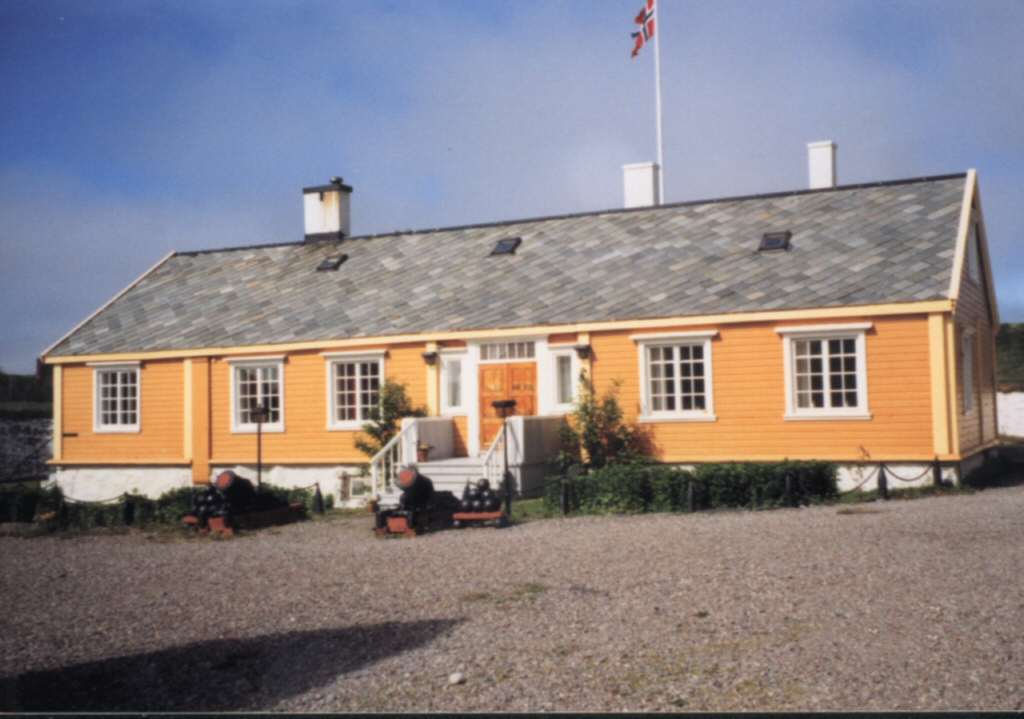
Kommendantbostaden på Vardøhus fästning med rönnbuskar på var sida om trappan.